# Municipio de Dzitbalché
El municipio de Dzitbalché es uno de los 13 municipios del estado de Campeche en México,  con cabecera municipal en Dzitbalché. Su creación fue propuesta por el Congreso del Estado el 31 de marzo de 2019, y tomo efectos jurídico el 1 de enero de 2021, fecha en que la anterior Sección Municipal de Dzitbalché hasta entonces perteneciente al Municipio de Calkiní, fue abolida y la Junta Municipal de esta sección se erigió Comité Municipal. Colinda al norte y al oeste con el municipio de Calkiní al sur con el municipio de Hecelchakán al sureste con Hopelchén y al este con el Estado de Yucatán particularmente con el municipio de Santa Elena.

## Demografía
Dado que el municipio empezó su existencia legal el 1 de enero de 2021, en el Censo de Población y Vivienda 2020 del INEGI no se encuentran datos de un municipio de Dzitbalché. La siguiente tabla enumera las localidades que conforman el municipio de acuerdo al decreto de creación. 
| Código INEGI    | Localidad       | Población (2020) |
| --------------- | --------------- | ---------------- |
| 040130001       | Dzitbalché      | 13 208           |
| 040130003       | Bacabchén       | 3 128            |
| Total municipal | Total municipal | 16 336           |

###### Otras Localidades
- La Fátima (Cocbilin)